# Lago Oberstockensee
O Lago Oberstockensee é um lago localizado no Cantão de Berna, Suíça. A sua área é de 0,118 km². Este lago está localizado próximo ao Município de Erlenbach im Simmental e da Montanha Stockhorn.